# Andrea Vogel

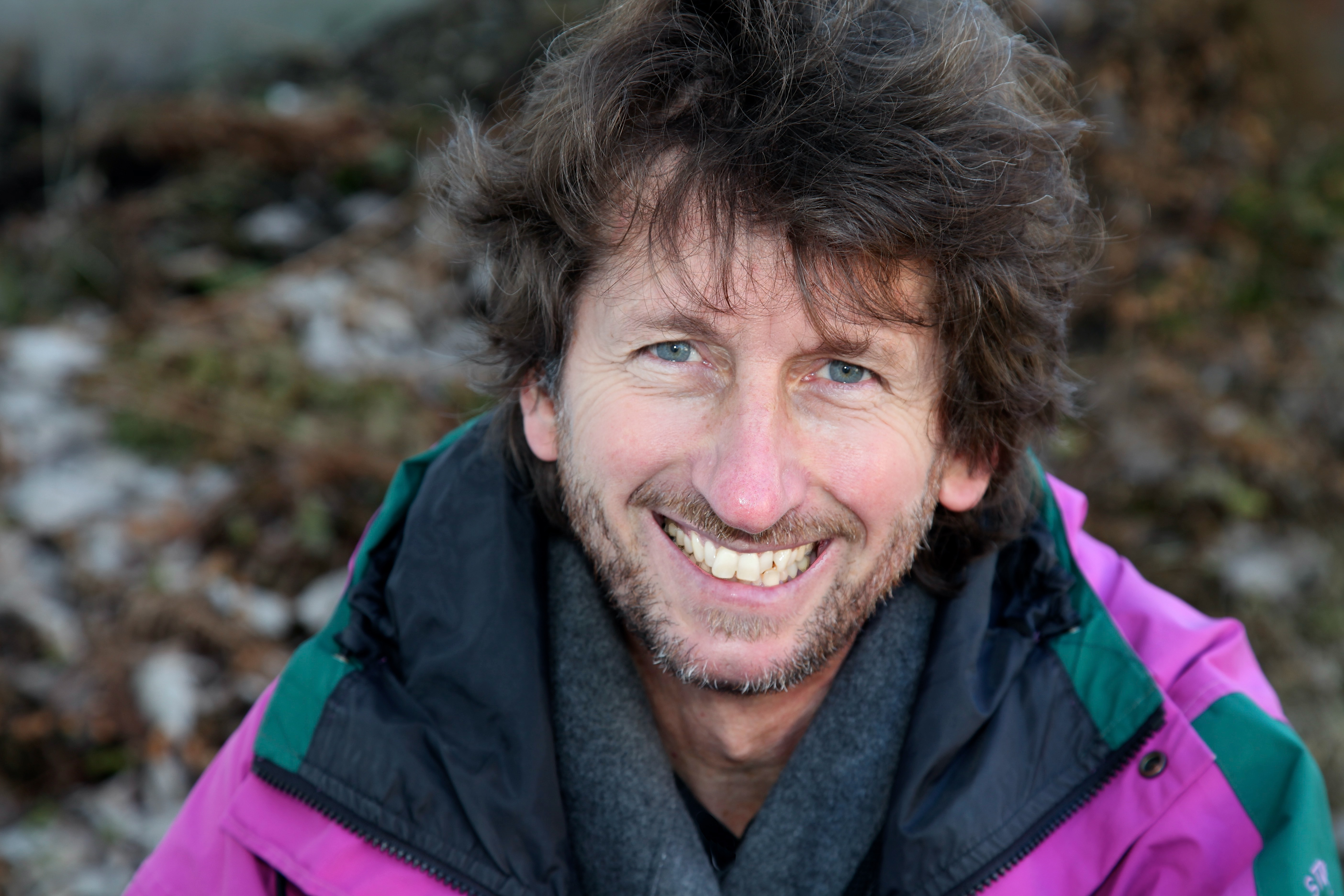
Andrea Vogel

Andrea Vogel (* 9. September 1958 in Schiers, Kanton Graubünden; † 30. Juni 2021 in Münsterlingen Thurgau) war ein Schweizer Extremsportler und Bergsteiger. Der gelernte Kunststofftechniker und Fotograf wurde durch seine Grenztour Schweiz von 1992 schweizweit und darüber hinaus bekannt. Seine wohl schwierigste Expedition – die Saharaquerung 2008 zu Fuss von Timbuktu nach Marrakesch – erfolgte unter dem Patronat der Schweizerischen UNESCO-Kommission. Andrea Vogel war verheiratet und Vater einer Tochter. Zuletzt lebte er in Luzern und arbeitete als Expeditionsleiter, Fotograf und Buchautor. Andrea Vogel starb 62-jährig an Krebs. Der Nachlass von Andrea Vogel ist im Kulturarchiv Prättigau, das sich im Kulturhaus Rosengarten in Grüsch befindet, aufbewahrt.

## Leben
Andrea Vogel war das dritte Kind von Andreas und Martha Vogel-Brandenberger. Er wuchs zusammen mit seinen beiden älteren Schwestern in Grüsch GR auf. Die väterliche Jagdhütte am Fuss des Schesaplana prägte seine Liebe zu den Bergen. Diese Leidenschaft festigte sich beim Klettern im Rätikon. In den 1980er Jahren brach die Zeit der Expeditionen in alle Welt an. Sie führten ihn in abgelegene Regionen der Erde und zu deren höchsten Punkten.
Andrea Vogel war ein überragender Eiskletterer. Seine Expeditionen in den Anden und im Himalaya und Pamir führten ihn an die Grenzen des Möglichen. Er schrieb dazu: „Es ist ein Unterwegssein in grössten Naturgewalten, so ausgesetzt, so intensiv, da wird jeder automatisch zum Verbündeten der Natur.“
Zurück in der Schweiz stellte er zwei Weltrekorde auf, die im Guinness-Buch der Rekorde festgehalten sind: „Grenztour-Schweiz“ (1992) und „Mt. Everest-Rekord in der Schweiz“ (1997). Als erster Mensch der Welt umrundete Andrea Vogel ein Land entlang der Grenze. Er kletterte, paddelte oder fuhr auf dem Velo um die Schweiz, 5000 km, 148’000 Höhenmeter, 151 Gipfel, davon 11 Viertausender an einem Tag. Diese Leistung aus dem Sommer 1992 wurde zu einem alpinistischen Medienereignis: „Im Sommer 1992 umrundete Andrea Vogel auf einer äusserst anstrengenden Tour in 83 Tagen die Schweiz. Zum ersten Mal in der Geschichte ist ein Land so vollständig und konsequent umrundet worden. Eine Weltpremière!“ (Adolf Ogi, Bundespräsident 1992). Der zweite Weltrekord war das Projekt „Mt. Everest-Rekord in der Schweiz“: Aus eigener Kraft in der Heimat in 24 Stunden 17 000 Höhenmeter. Ziel war, ohne Umweltbelastung und mit einfachsten Mitteln ein Abenteuer möglich zu machen.
Vogel musste seinen ersten Versuch der Wüstenquerung im UNESCO-Jahr der Wüsten 2006 aus politischen Gründen abbrechen. Seine 2008 erfolgreiche Durchquerung der Sahara prägte ihn nachhaltig. Diese Expedition, Orion-Tour genannt, startete in Timbuktu und führte ihn 3010 Kilometer quer durch die grösste Wüste der Erde bis in die Königstadt Marrakesch. Zur Orion-Tour entstand der einstündige Dokumentarfilm „Grenzgänge mit Andrea Vogel“. Für die Querung der Sahara erhielt Andrea Vogel das Patronat der Schweizerischen UNESCO-Kommission.
Andrea Vogel organisierte jeweils ausgedehnte Vortragstourneen. Diejenige zur Orion-Tour führten ihn 2008/2009 zusammen mit dem Berner Liedermacher Dänu Brüggemann mit 76 Auftritten durch weite Teile der Schweiz. Andrea Vogel war ein begnadeter Erzähler, ein witziger Gesprächspartner, ein gefragter Interviewpartner. Mit den Jahren wurde er nachdenklicher. 2014 erschien sein reich bebilderter Gedichtband Lebenslicht. Zuletzt arbeitete Andrea Vogel am Buchprojekt Universum, seiner virtuellen Reise durch das Weltall. Anlässlich der Übergabe des Nachlasses von Andrea Vogel an das Kulturhaus Rosengarten in Grüsch entstand dort eine Gedenkausstellung Andrea Vogel, Grenzgänger, die seit dem 6. November 2022 in der Dauerausstellung integriert ist.

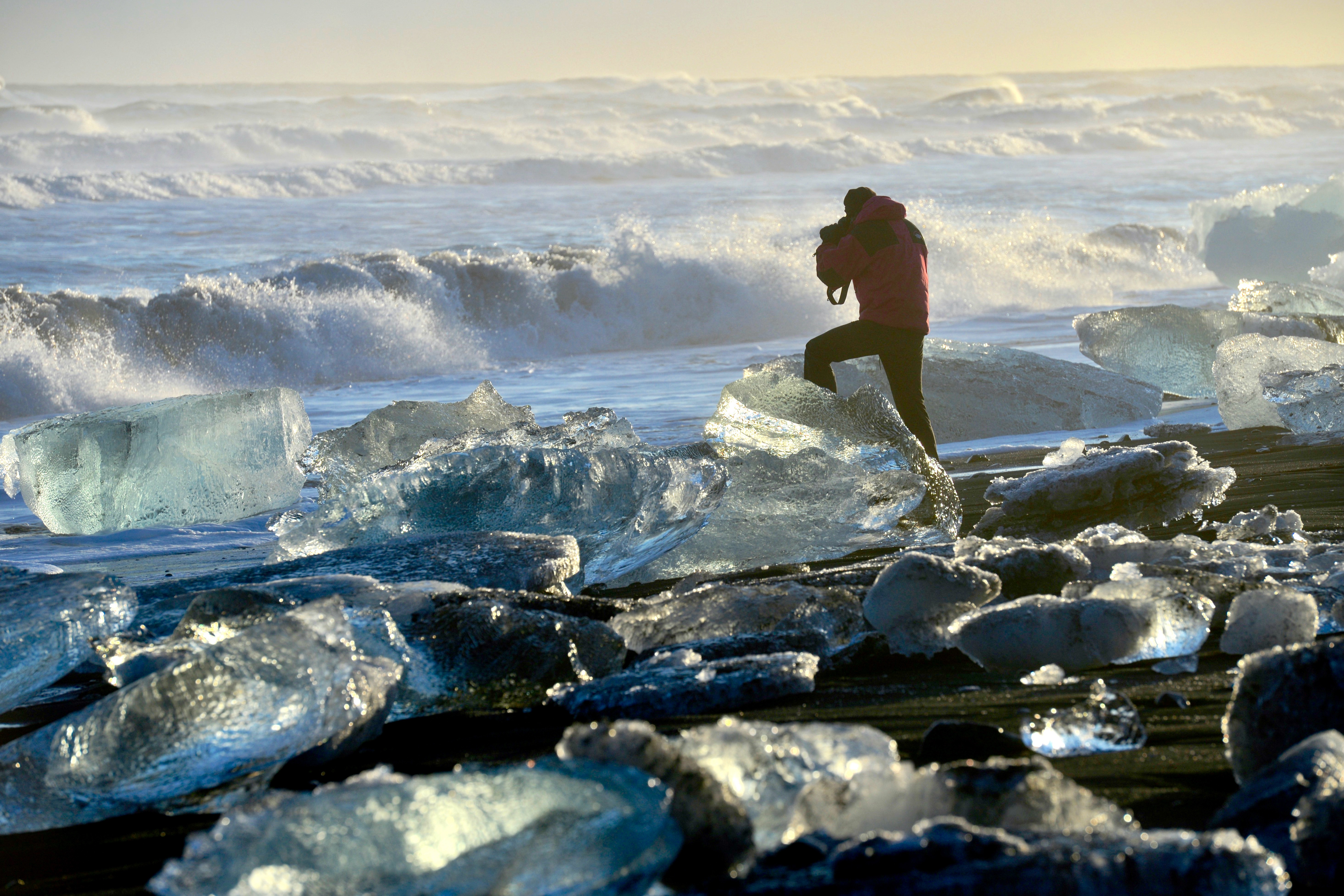
Andrea Vogel als Fotograf

## Sportliche Leistungen
In den 1980er Jahren: Diverse Expeditionen in Afrika, Südamerika und Asien: Kilimandscharo, Ruwenzori (Afrika); Kitaraju, Erstbesteigung der Nordwand; Nevada Alpamayo, Solobesteigung (Anden); Cho Oyu 8201 m (Himalaya); Ski-Höhenweltrekordversuch (Himalaya); Pik Kommunismus 7500 m, Gipfel solo (Pamir).
- 1985: Besteigung der drei höchsten Gipfel Afrikas.
- 1986: Solo auf dem höchsten Gipfel (7500 m) Russlands.
- 1987: Internationale Himalaya-Expedition: Ski-Höhenweltrekordversuch am Cho Oyu (8201 m)
- 1988: Erstbesteigung der Diretissima-Nordwand des Quitaraju (6110 m) in Peru; Solobesteigung des Nevado Alpamayo (6000 m).
- 1989: Überschreitung der Cordillera Blanca, Schnelligkeitsrekort am 6768 m hohen Huasçaran.
- 1992: Grenztour Schweiz, Umrundung der Schweiz entlang der Grenze in 83 Tagen
- 1997: „Mt. Everest-Rekord in der Schweiz“; aus eigener Kraft in 24 Stunden 17’000 Höhenmeter in seiner Heimat im Prättigau.
- 2008: Sahara-Expedition führt ihn entlang des wichtigsten Gold- und Salzhandel-Karawanenwegs des Mittelalters: von Timbuktu in Mali nach Marrakesch in Marokko.

## Publikationen
- mit Charly Bieler: Grenzen - Grenztour Schweiz. Chur 1995.
- mit Beatrice Keck: Uferlos - mit dem Orion von Timbuktu nach Marrakech. Zürich / Chur 2008.
- mit Beatrice Keck: Neuland durch die Wüsteu mir selbst. 3000 km zu Fuss dich die Sahara. Freiburg / Basel / Wien 2012, ISBN 978-3-451-30562-7.
- Andreas Baumeister (Hrsg.): Grenzgänge. In Ferment. Gossau, 2011/4.
- German Neundorfer, (Hrsg.): Das Hängemattenbuch. Andrea Vogel: Der Sandsturm u. a. Freiburg / Basel / Wien 2013.
- Lebenslicht Stationen eines Grenzgängers; Bilder, Gedichte, Geschichten. Glarus / Chur 2014, ISBN 978-3-906064-31-4.

## Anerkennungen und Ehrungen
- 1992: Guinnessbuch der Rekorde: Grenztour Schweiz: Umrundung de Schweiz in 83 Tagen, insgesamt 151 Berggipfel, davon 11 Viertausender an einem Tag.
- 1997: Guinnessbuch der Rekorde: Heimatprojekt „Mount Everest in der Schweiz“ mit 17’000 Höhenmeter Bergsteigen in 24 Stunden
- 2006: Patronat der Schweizerischen UNESCO-Kommission für die Orion-Tour
- 2008: Kulturpreis seiner Wohngemeinde Horw.
- 2009: Prix Chapeau des Panathlon Club Luzern, verliehen im KKL Luzern.